# プロスペクト・アクス・ザ・タワー新宿
プロスペクト・アクス・ザ・タワー新宿（プロスペクト・アクス・ザ・タワーしんじゅく）は、東京都新宿区西新宿七丁目にある超高層マンションである。現在はファーストリアルタワー新宿に改称している。

## 概要
建築主は菱和ライフクリエイト（現クレアスライフ）。新宿駅西口の小滝橋通り沿いにある総戸数368戸のワンルーム主体の分譲賃貸マンション。西新宿木村屋ビルに隣接する。指紋認証オートロックを採用する等セキュリティが充実しており、サウナ付き大浴場や最上階のスカイラウンジ等の共用施設も備えている。

## データ
- 階数：地上32階、地下2階
- 高さ：最高部104.4m、軒高99.55m
- 敷地面積：1,541.14m2
- 建築面積：859.49m2
- 延床面積：19,310.64m2
- 構造：RC造
- 竣工：2006年（平成18年）3月
- 設計：浅井謙建築研究所
- 施工：奥村組

## アクセス
- 最寄駅
  - 都営地下鉄大江戸線 新宿西口駅 - 徒歩4分
  - 東京メトロ丸ノ内線 新宿駅 - 徒歩6分